# 一条智光
一条 智光（いちじょう ちこう、明治40年（1907年）10月23日 - 平成12年（2000年）1月25日）は、浄土宗大本山善光寺大本願の第120世法主。尼公上人。大僧正。光照院門跡兼務。全日本仏教尼僧法団総裁。全日本仏教婦人連盟名誉会長。

## 年譜
- 明治40年（1907年）10月23日 - 子爵小倉英季の娘として東京に生まれる。のちに公爵一条実輝の養女となる。
- 大正2年(1913年) - 6歳で善光寺に入山し善光寺上人第119世・大宮智栄法主のもとで得度。
- 大正10年(1921年) - 14歳で山下現有大僧正より受戒。
- 昭和8年(1933年) - 26歳で善光寺大本願副住職に就任。
- 昭和33年(1958年) - 全日本仏教尼僧法団長野支部発足。初代支部長に就任。尼僧法団総裁は大宮智栄法主。
- 昭和36年(1961年) - 大宮智栄法主の引退に伴い、54歳で善光寺上人第120世として晋山。
- 昭和37年(1962年) - 大本願乳児院、認可。
- 昭和38年(1963年) - ガールスカウト日本連盟長野県支部第11団委員長に就任。
- 昭和38年(1963年) - 青年のための仏教講座(道心会)初代総裁、浄土宗吉水会会長に就任。
- 昭和42年(1967年) - 京都・光照院門跡を兼務。
- 昭和54年(1979年) - 大本願寿光殿(寺務所)改築。
- 昭和57年(1982年) - 大本願乳児院改築移転。
- 昭和58年(1983年) - 第119世・大宮智栄上人白寿並びに第120世・一条智光上人喜寿祝賀会が開催される。
- 昭和59年(1984年) - 第119世・大宮智栄上人が99歳にて遷化。それに伴い、城泉山観音寺(戸倉上山田温泉)と兼務。
- 昭和59年(1984年)9月13日 - 第119世・大宮智栄上人表葬儀式挙行。遺弟として霊前にて焼香。
- 昭和59年(1984年) - インドに光明施療院を設立。
- 平成元年(1989年) - 日台仏教交流訪台団・団長に就任。
- 平成3年(1991年) - 日中仏教交流訪中団・団長に就任。
- 平成3年(1991年) - 長野市若穂に特別養護老人ホーム「ユートピアわかほ」設立。
- 平成3年(1991年) - 大本願本誓殿(本堂)、再建工事着工。
- 平成6年(1994年) - 京都・光照院門跡を退任。
- 平成8年(1996年) - 本誓殿落慶。
- 平成9年(1997年) - 4月の御開帳の期間中に善光寺法主の座を当時の大本願副住職・鷹司誓玉師に譲り、善光寺第120世法主を退任。
- 平成10年(1998年) - 2月の長野オリンピック開催中に宿舎にて天皇・皇后と面会。
- 平成12年(2000年)1月25日 - 満92歳にて遷化。法名は「微妙浄院殿性蓮社大僧正霊譽上人法阿信誓智光大和尚」
- 平成12年(2000年)3月25日 - 午後2時より大本願本誓殿にて表葬儀式挙行。

## 主な役職
- 浄土宗吉水会会長
- 全日本仏教尼僧法団総裁
- 全日本仏教婦人連盟名誉会長
- 佛教大学振興会名誉会長
- 静寛院和宮奉賛会名誉会長
- ガールスカウト長野県第11団団委員長
- 善光寺大本願福祉会総裁